# Manfried Gantner

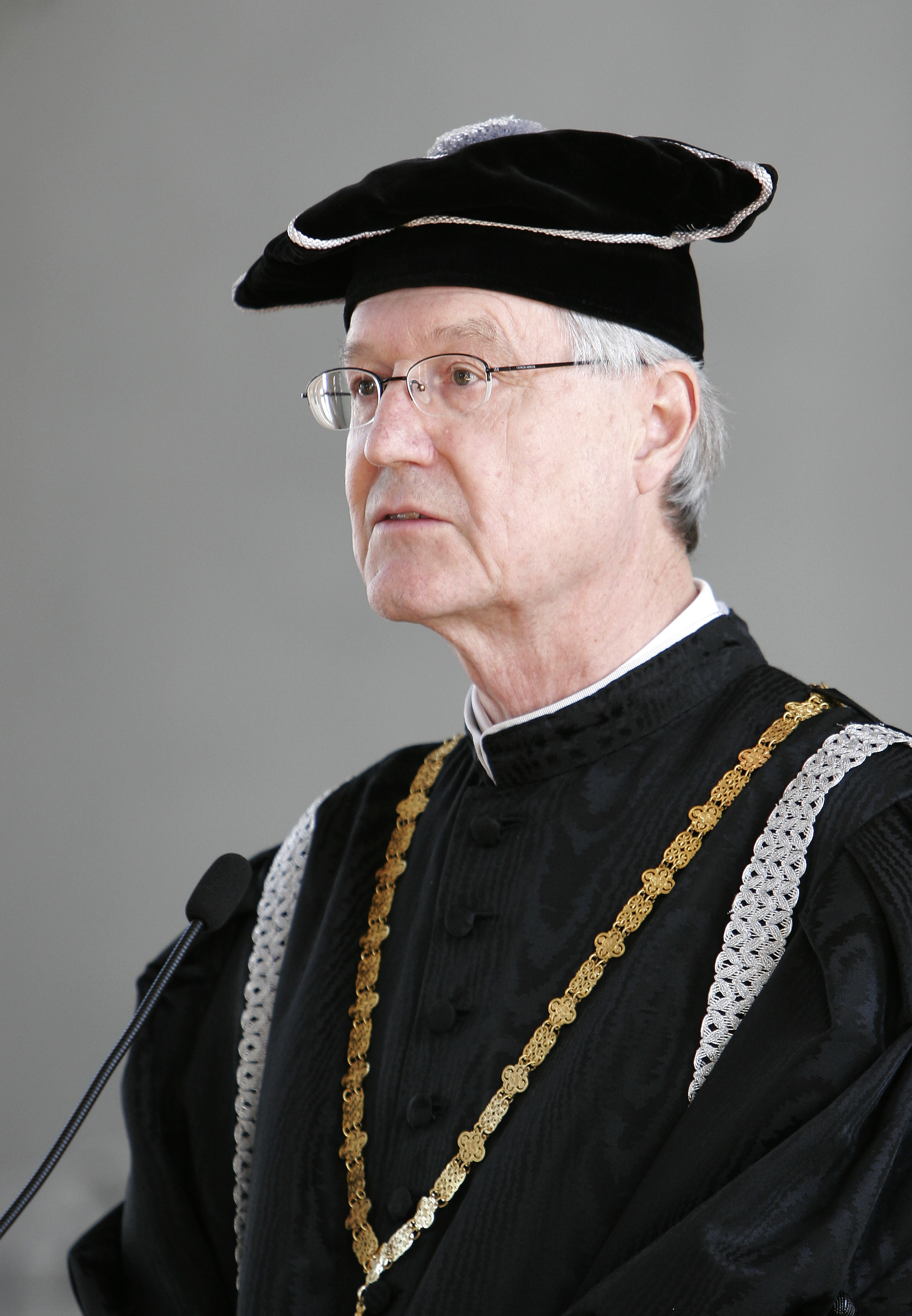
Manfried Gantner (2007)

Manfried Gantner (* 8. Juni 1945 in Wald am Arlberg) ist ein österreichischer Wirtschaftswissenschaftler. Von 2003 bis 2007 war er Rektor der Universität Innsbruck.

## Leben
Manfried Gantner maturierte am Privatgymnasium Stella Matutina des Jesuitenordens in Feldkirch in Vorarlberg. Anschließend studierte er an der Universität Innsbruck und an der University of Georgia Wirtschaftswissenschaften. 1972 promovierte er zum Dr. rer. oec., 1982 habilitierte er sich an der Uni Innsbruck mit einer Arbeit über Messprobleme öffentlicher Aktivitäten: Staatsquoten, Preissteigerungen, Outputkonzepte auf dem Gebiet der Volkswirtschaft und der Finanzwissenschaft.
1985 wurde er zum Professor an der Universität Innsbruck berufen, wo er bis 1999 die Abteilung Theorie und Praxis der Budgetgestaltung des Instituts für Finanzwissenschaft leitete. Gastprofessuren hatte er an der Technischen Universität Wien, der Universität Linz und der Universität Mannheim. Von 1987 bis 1999 war er als Baubeauftragter für den Neubau der Sozial- und Wirtschaftswissenschaftliche Fakultät der Universität Innsbruck mitverantwortlich. Von 1991 bis 1994 leitete er ein Projektteam zur Errichtung des Management Centers Innsbruck (MCI), anschließend war er 1994/95 Mitglied der Geschäftsführung des Trägervereins und von 1997 bis 2007 Mitglied des Allgemeinen Beirats des MCI. Als Vizerektor für Budget und Ressourcen der Uni Innsbruck von 1999 bis 2003 war er unter anderem für die Einführung der Studienrichtung Informatik mitverantwortlich. 2003 wurde er als Nachfolger des Germanisten Hans Moser Rektor der Universität Innsbruck, 2007 folgte ihm Karlheinz Töchterle in dieser Funktion nach. Ab 2004 war er Vizepräsident der Österreichischen Rektorenkonferenz.
Von 1994 bis 1998 war er Forschungsbeauftragter des Liechtenstein-Instituts, wo er anschließend Mitglied und von 2010 bis 2012 Vorsitzender des wissenschaftlichen Beirates war. Seit 2003 ist er Aufsichtsratsvorsitzender der Innsbrucker Kommunalbetriebe (IKB) AG.

## Auszeichnungen
- 1980: Forschungspreis der Universität Innsbruck[1]
- 1984: Walther-Kastner-Preis[2]
- 1998: Goldenes Ehrenzeichen für Verdienste um die Republik Österreich[7]
- 1999: Österreichischer Bauherrenpreis für den Neubau der Sozial- und Wirtschaftswissenschaftliche Fakultät der Universität Innsbruck (gemeinsam mit der Bundesimmobiliengesellschaft)[2]
- 2000: Ehrenzeichen des Landes Tirol[1]
- 2005: Großes Goldenes Ehrenzeichen für Verdienste um die Republik Österreich[7][3]
- 2008: Verdienstkreuz der Stadt Innsbruck[8]
- 2022: Ehrenring der Universität Innsbruck[9][10]
- 2022: Goldenes Doktorjubiläum[11]

## Publikationen
- 1978: Der abgestufte Bevölkerungsschlüssel als Problem der Länder und der Gemeinden, gemeinsam mit Cornelia Wilflings-Eder, Braumüller-Verlag, Wien 1978, ISBN 978-3-7003-0181-3
- 1984: Messprobleme öffentlicher Aktivitäten: Staatsquoten, Preissteigerungen, Outputkonzepte, Nomos-Verlagsgesellschaft, Baden-Baden 1984, ISBN 978-3-7890-0989-1
- 1985: Die längerfristige Entwicklung der öffentlichen Finanzwirtschaft in Österreich im Zeitraum 1950–1983, gemeinsam mit Christian Smekal, Braumüller-Verlag, Wien 1985, ISBN 978-3-7003-0608-5
- 1988: Staatliche Wirtschaftsförderung: ökonomische Effizienz und politische Rationalität, gemeinsam mit Claus Rinderer, Lang-Verlag, Frankfurt am Main/Bern/New York/Paris 1988, ISBN 978-3-8204-8830-2
- 1994: Budgetausgliederungen: Fluch(t) oder Segen?, gemeinsam mit Eva Maria Bolter, Manz-Verlag, Wien 1994, ISBN 978-3-214-07899-7
- 1999: Öffentliche Aufgabenerfüllung im Kleinstaat: das Beispiel Fürstentum Liechtenstein, gemeinsam mit Johann Eibl, Verlag der Liechtensteinischen Akademischen Gesellschaft, Vaduz 1999, ISBN 978-3-7211-1041-8